# Sicarius albospinosus
Sicarius albospinosus là một loài nhện trong họ Sicariidae. S. albospinosus được miêu tả năm 1908 bởi Purcell.